# Eldir
Eldir, ild-passeren, stege- og kogekarlen, den der vogter blusset ved indgangen til festsalen.
Havguden Ægirs tjener, ifølge eddakvadet Lokes skænderi.
| Nordisk mytologi | Spire Denne artikel om nordisk religion og mytologi er en spire som bør udbygges. Du er velkommen til at hjælpe Wikipedia ved at udvide den. |